# Lamberto (vescovo di Firenze)
Lamberto (fine del X secolo – Colle di Val d'Elsa, 15 maggio post 1032) è stato un vescovo italiano, di Firenze nella prima metà dell'XI secolo.

## Biografia
Succedette ad Alibrando nel 1025 circa, data desunta da un atto di donazione di quell'anno che reca per la prima volta la sua firma, con il quale confermò anche la donazione delle terre e degli altri beni concessi dal suo predecessore al convento e alla chiesa di San Miniato al Monte.
Nel 1032 rinunciò al vescovado per tornare alla vita monastica, forse turbato dalla dilagante pratica della simonia di una parte del clero. Si ritirò nella badia a Coneo dove morì.
Gli succedette Atto I nel 1034.